# Ducati 996 Monster
La 996 Monster S4R est une moto construite par Ducati dans les années 2000.

## Description
Apparue en 2003, la Monster 996 S4R remplace la 916 S4. Elle arbore un nouveau design, avec des échappements ramenés à droite de la moto, en position haute, dégageant le monobras oscillant et la jante à cinq bâtons de la 996.
Le moteur provient également de la Superbike 996. Il développe 113 chevaux.